# Thanksgiving (États-Unis)
Pour les articles homonymes, voir Thanksgiving (homonymie).
Thanksgiving (prononcé : /θæŋksˈɡɪvɪŋ/), ou l’Action de grâce, est une fête célébrée aux États-Unis le quatrième jeudi de novembre. Une fête automnale très similaire au Canada s'appelle Thanksgiving en anglais et l'Action de grâce en français.
Historiquement, Thanksgiving est la fête de la moisson, un jour de fête dans les sociétés européennes paysannes durant lequel on remerciait Dieu par des prières et des réjouissances pour les bienfaits que l’on avait pu recevoir pendant l’année. Cette célébration est désormais laïque aux États-Unis, les administrations et la plupart des entreprises étant fermées en ce jour qui est férié depuis 1941.

## Origines

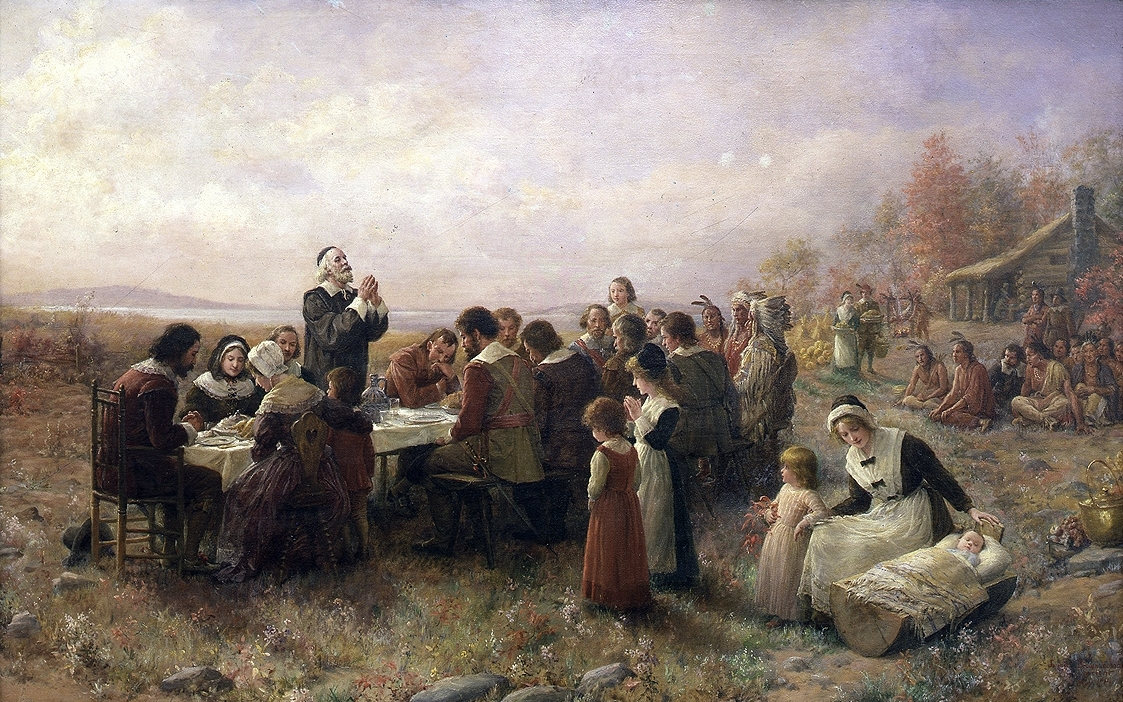
Thanksgiving à Plymouth, par Jennie A. Brownscombe, 1914.

En 1620, une centaine de dissidents anglais, qu'on appelle aujourd'hui Pères pèlerins (Pilgrim Fathers), débarquèrent du Mayflower dans la baie de Plymouth au Massachusetts. Ils y fondèrent la colonie de Plymouth et la ville du même nom. Mais les débuts de la colonisation furent difficiles et la moitié des arrivants périrent du scorbut.
Les survivants ne durent leur salut qu'à l'intervention de deux autochtones nommés Squanto et Samoset qui, avec l'aide de leur tribu, les Wampanoags, leur offrirent de la nourriture, puis leur apprirent à pêcher, chasser et cultiver du maïs.
Le premier Thanksgiving, célébré en 1621, a été décrit par deux de ses participants : Edward Winslow (dans Mourt's Relation) et William Bradford (dans Of Plymouth Plantation). Afin de célébrer la première récolte, à l’automne 1621, le gouverneur William Bradford décréta trois jours d'action de grâce. Les colons invitèrent alors le chef des Wampanoags, Massasoit, et 91 de ses hommes à venir partager leur repas en guise de remerciement pour leur aide. Durant ce festin, cinq cerfs, des dindes sauvages et des pigeons furent offerts,.
Les Pères pèlerins tinrent une célébration encore plus grande d'action de grâce en 1623, après un passage de l'agriculture communale à l'agriculture privatisée et après une plus grande moisson grâce à de la pluie inattendue.
Le 29 juin 1671, Charlestown tint le premier Thanksgiving décrété par une administration publique.
Au cours du XVIIIe siècle, les colonies ont généralement observé tous les ans des jours de Thanksgiving. Ce n'était pas un jour marqué par la nourriture et la boisson abondantes comme c'est aujourd'hui la coutume, mais plutôt un jour de prières et de jeûne.
Pendant la guerre d'indépendance des États-Unis, le Congrès continental déclarait tous les ans un ou plusieurs jours de Thanksgiving, chaque fois recommandant aux dirigeants des divers États l'observance de ces jours dans leurs États. La première proclamation nationale de Thanksgiving a été donnée par le Congrès continental en 1777.
En tant que président, le 3 octobre 1789, George Washington fit la proclamation suivante et créa le premier Thanksgiving Day décrété par le gouvernement national des États-Unis d'Amérique :

« Une proclamation du président des États-Unis d'Amérique.

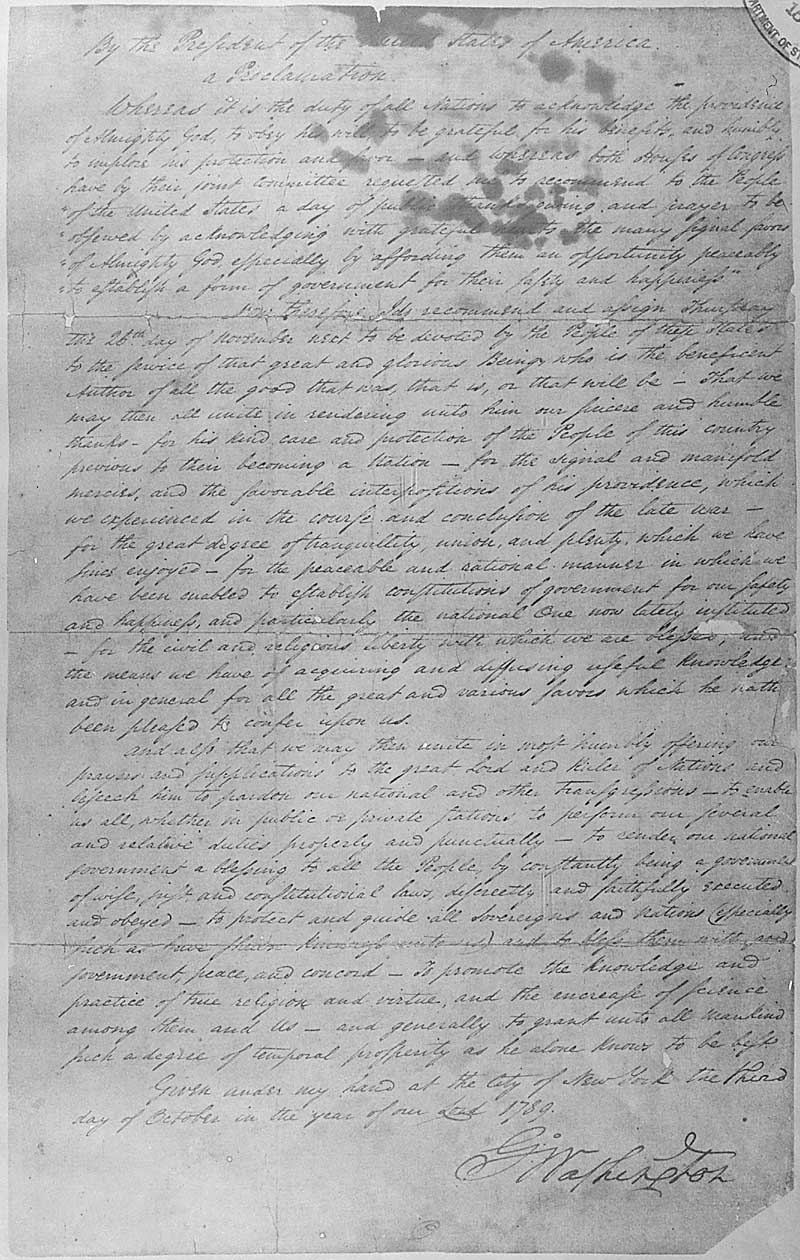
La proclamation de George Washington le 3 octobre 1789.

Considérant que c'est le devoir de toutes les Nations de reconnaître la providence de Dieu Tout-puissant, d'obéir à sa volonté, d'être reconnaissantes pour ses bienfaits, et humblement implorer sa protection et sa faveur, et tandis que les deux Chambres du Congrès m'ont, par leur Comité mixte, demandé de recommander au Peuple des États-Unis qu’un jour public d'action de grâce et de prières soit observé en reconnaissance aux nombreux signes de faveur de Dieu Tout-puissant, particulièrement en ayant donné au Peuple les moyens d'établir pacifiquement une forme de gouvernement pour sa sûreté et son bonheur.
Maintenant donc, je recommande et assigne que le premier jeudi après le 26e jour de novembre soit consacré par le Peuple de ces États au service du grand et glorieux Être, qui est l'Auteur bienfaisant de tout ce qu'il y a eu, qu'il y a et qu'il y aura de bon. Nous pouvons alors tous nous unir en lui donnant notre sincère et humble merci, pour son soin et sa protection, appréciés du Peuple de ce Pays, avant que celui-ci ne soit devenu une Nation de pitié ; pour les interpositions favorables de sa Providence lors de nos épreuves durant le cours et la fin de la récente guerre ; pour le grand degré de tranquillité, d'union, et d'abondance, que nous avons depuis appréciées ; pour le pacifisme et la raison qui nous ont été conférés pour nous permettre d'établir des constitutions de gouvernement pour notre sûreté et notre bonheur, en particulier la Loi nationale récemment instituée, ; pour la liberté civile et la liberté religieuse formant à elles seules une vraie bénédiction ; pour les moyens que nous avons d'acquérir et de répandre la connaissance utile ; et d’une manière générale pour toutes les grandes et diverses faveurs qu’il nous a bien heureusement conférées.
Nous pouvons alors nous unir en offrant le plus humblement nos prières et supplications au grand Seigneur et Gouverneur des Nations et le solliciter pour pardonner nos transgressions nationales et autres transgressions ; pour nous permettre à tous, en poste public ou privé, de remplir nos nombreuses fonctions respectives, correctement et ponctuellement ; pour permettre à notre gouvernement national de rendre bénédiction à toutes les personnes, en étant constamment un Gouvernement de lois sages, justes, et constitutionnelles, discrètement et loyalement exécutées et obéies ; pour protéger, guider et bénir tous les Souverains et toutes les Nations (particulièrement celles qui ont montré de la bonté envers nous), afin de leur assurer paix et concordance, et assurer un bon gouvernement ; pour favoriser la connaissance et la pratique vraies de la religion et de la vertu, ainsi que davantage de science parmi eux et nous, et accorder généralement à toute l'Humanité un tel degré de prospérité temporelle comme lui seul sait pour être le meilleur.
"Donné sous ma main à la Ville de New-York le troisième jour d'octobre par année 1789 de notre Seigneur. »

George Washington proclama de nouveau un Thanksgiving en 1795. Le président John Adams proclama des Thanksgivings en 1798 et 1799. James Madison renouvela la tradition en 1814, en réponse aux résolutions du Congrès, à l'issue de la guerre de 1812. En 1816, le gouverneur Plamer du New Hampshire désigna le jeudi 14 novembre comme un jour férié et le gouverneur Brooks du Massachusetts institua le jeudi 28 novembre comme « jour de Thanksgiving à observer dans tout cet État ». Un jour de Thanksgiving fut annuellement institué par le gouverneur de l'État de New York à partir de 1817. Dans certains des États sudistes, il y eut des oppositions, en raison des origines puritaines de la célébration, mais en 1858 des proclamations nommant un jour de Thanksgiving furent publiées par les gouverneurs de 25 États et de 2 territoires.
Au cours de la guerre de Sécession, le président Abraham Lincoln, incité par une série d'éditoriaux écrits par Sarah Josepha Hale, proclama un jour national de Thanksgiving, qui soit célébré le dernier jeudi de novembre 1863. Depuis 1863, on a observé annuellement Thanksgiving aux États-Unis.
Cependant, au fil du temps, la date changea, notamment en 1939, sous l'administration de Franklin Roosevelt : le président imposa la journée nationale de Thanksgiving le quatrième jeudi de novembre, en partie parce que la nation subissait alors la Grande Dépression, afin de donner plus de temps aux achats de Noël.

## Galerie

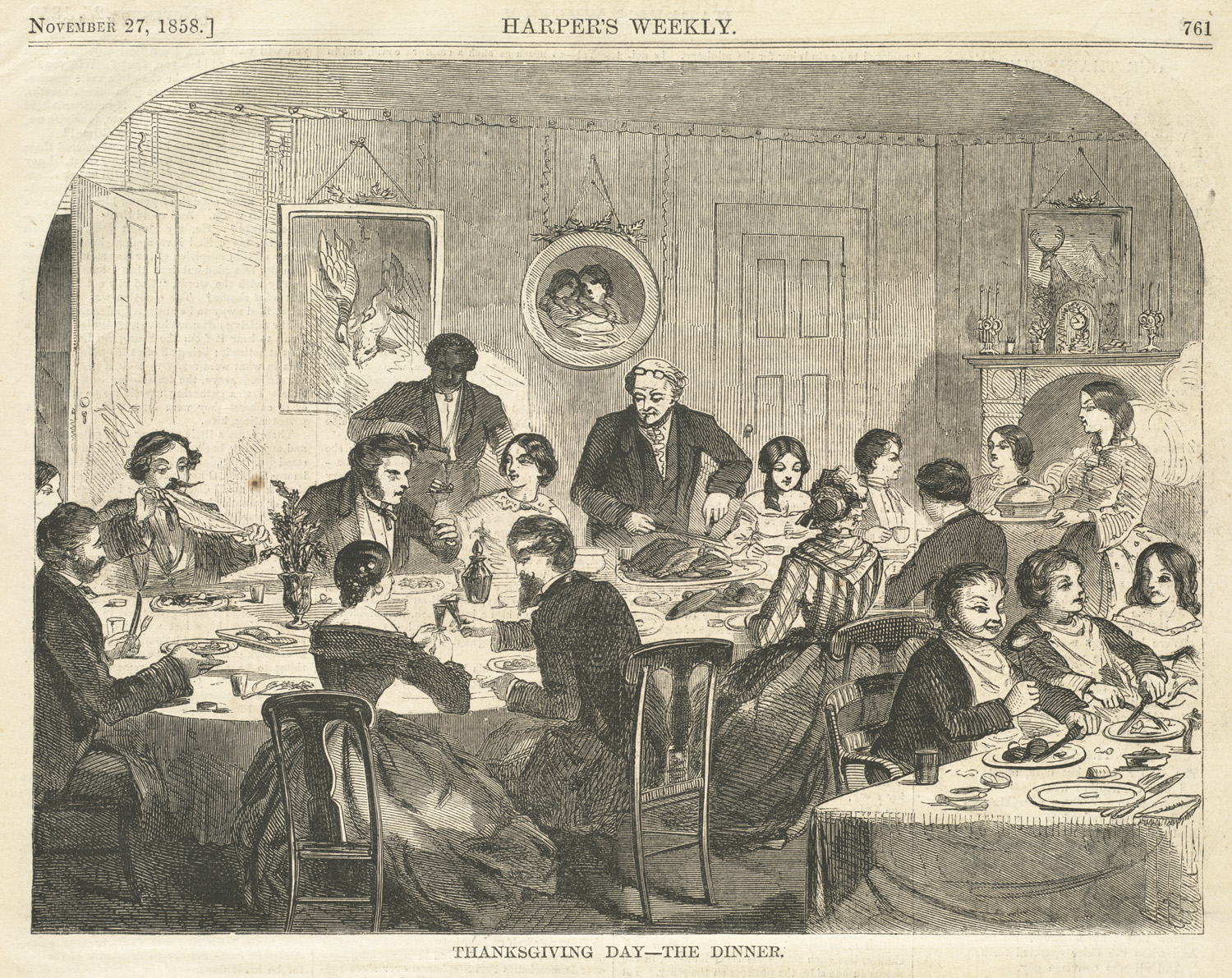
Le Dîner de Thanksgiving, Harper's Weekly, 1858.
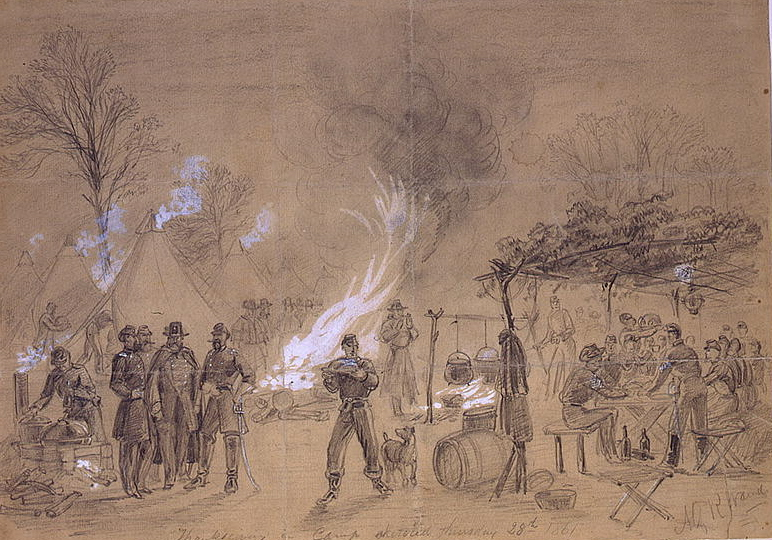
Thanksgiving pendant la guerre de Sécession au camp du général Blenker, 1861.
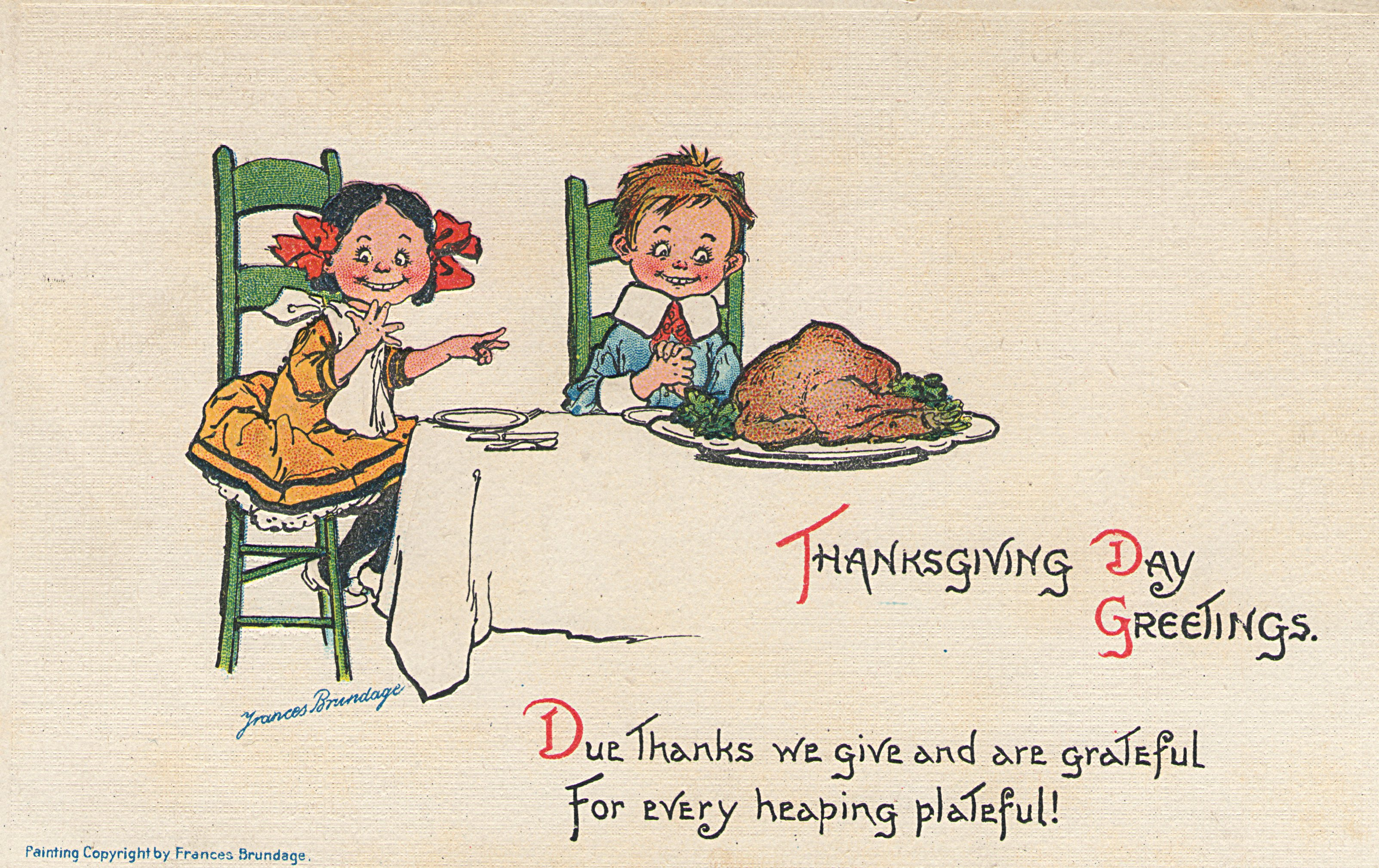
Carte de Thanksgiving par Frances Brundage, v. 1900.
Dîner de Thanksgiving aux États-Unis, photographie de Marjory Collins, 1942.
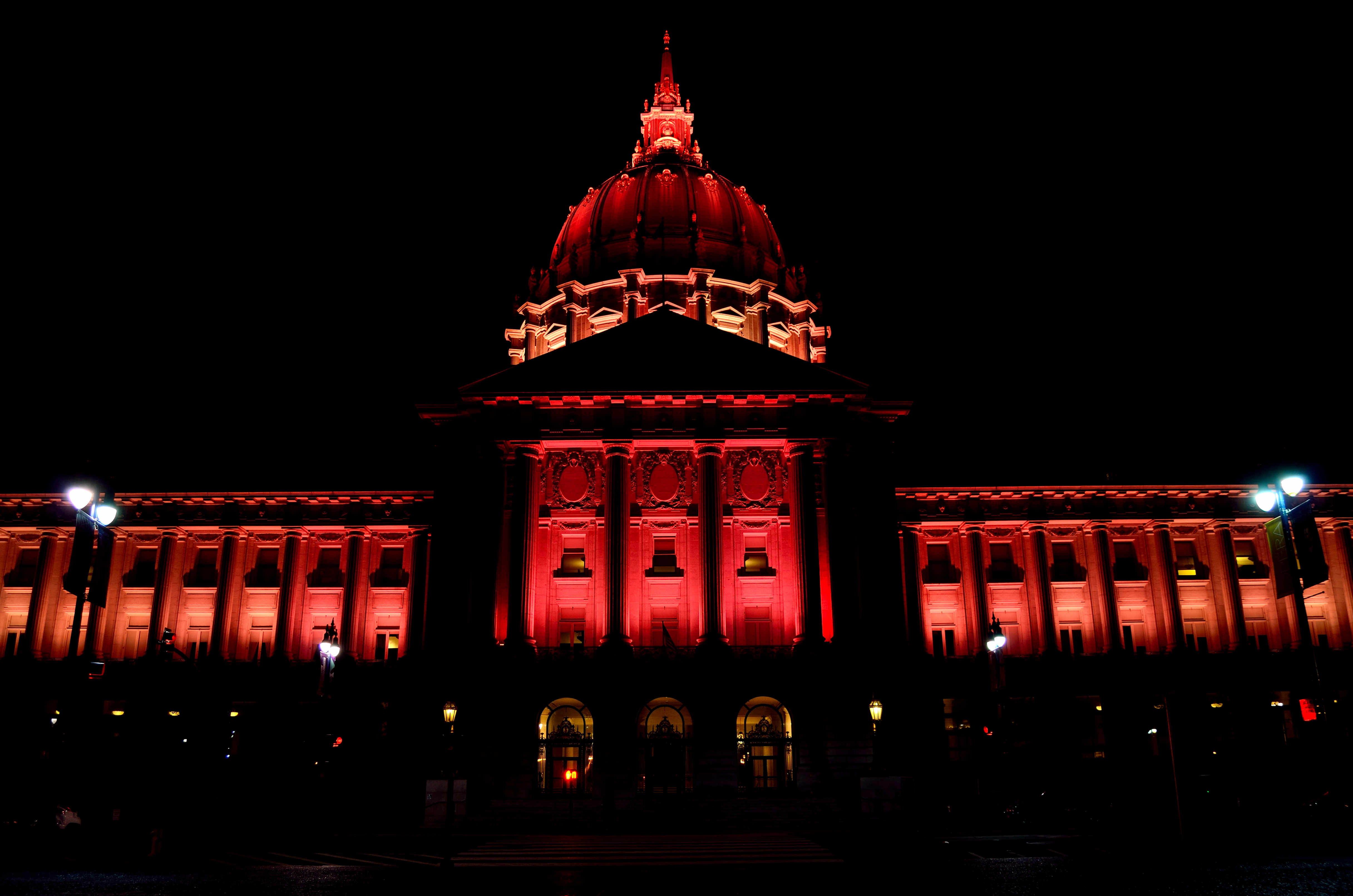
L'hôtel de ville de San Francisco illuminé pour Thanksgiving, 2015.

## Remises en question

### Les origines
Selon Benjamin Whitmer et d'autres chercheurs la version actuelle retenue de l'histoire est erronée et occulte certaines vérités. Ainsi, selon ces derniers en mai 1637, un marchand local du nom de John Oldham fut tué. Les pèlerins décidèrent que la tribu des Pequots était responsable de cette mort. Le principal village de la tribu, situé sur les bords de la Mystic River fut détruit, ses habitants exterminés. Au cours de l’année suivante, tout membre supposé de la tribu fut exécuté, le village et la rivière renommés, respectivement « Tamise » et « Nouveau Londres ». L’Assemblée générale du Connecticut interdit même l’usage du mot Pequots.
C’est le lendemain de ce massacre que le gouverneur William Bradford décréta « une journée d’actions de grâce pour célébrer notre victoire sur les Pequots ». C’est donc selon cet auteur une extermination que fêtent, sans trop le savoir, les Américains.

### Manifestations amérindiennes
Depuis l’époque des Pères pèlerins évangéliques, Thanksgiving est, pour les Américains, une manière de remercier Dieu de la qualité providentielle du Nouveau Monde et de la bonne entente avec les populations indigènes.
Or, pour quelques groupes amérindiens, ce jour représente le point de départ de la destruction de leur continent et des guerres indiennes. En 1676, le gouverneur de Charlestown profita même de ce jour pour célébrer une victoire sur les Amérindiens. Depuis les années 1970, des manifestations sont organisées en mémoire des Amérindiens (pas tous les ans).

## Le repas de Thanksgiving

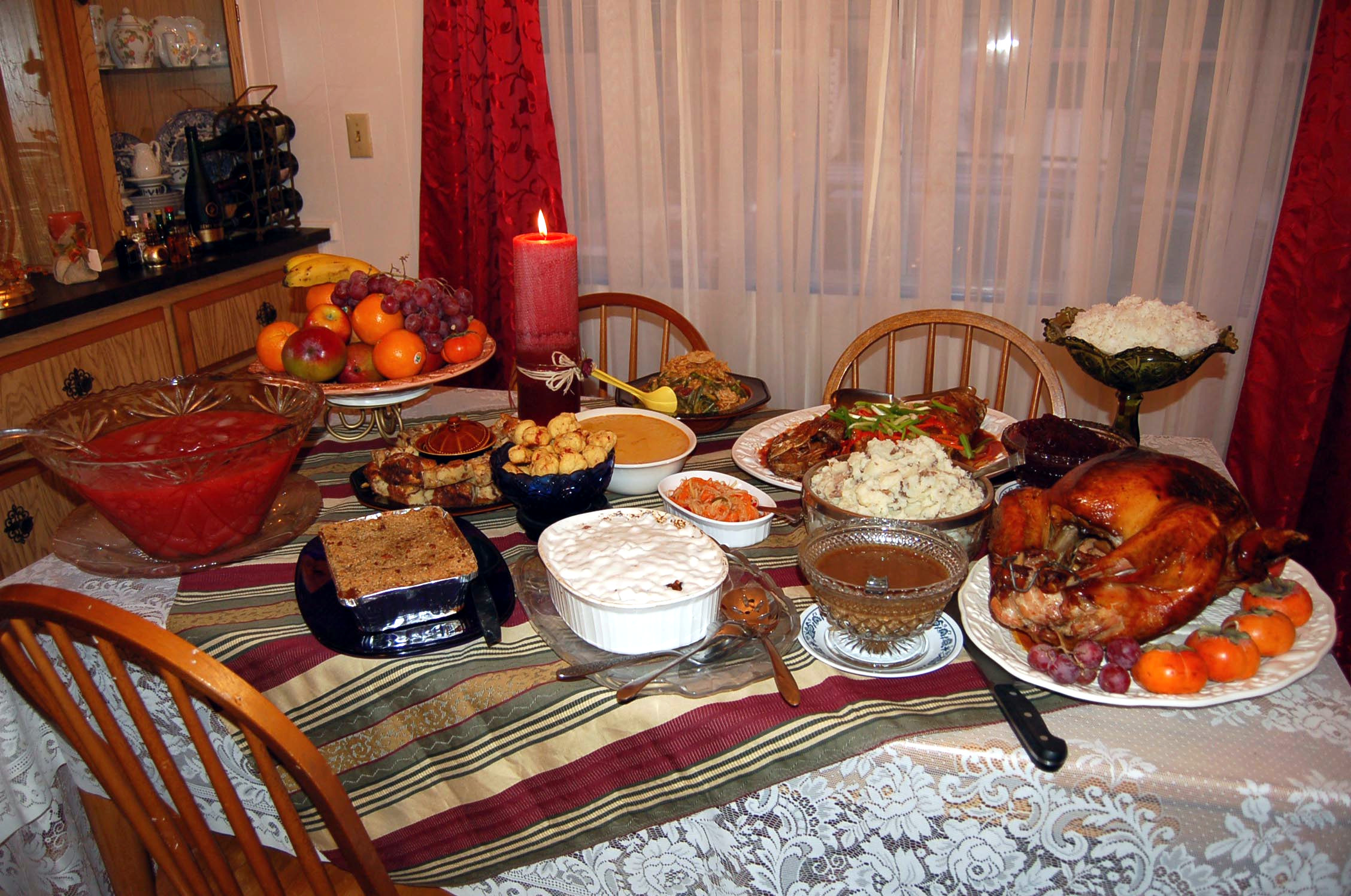
Repas traditionnel de Thanksgiving.

Le repas de Thanksgiving est traditionnellement composé d’une dinde, animal tout juste découvert par les premiers Européens dans le Nouveau Monde. En une seule journée, les Américains mangent 46 millions de dindes. Ils n’en épargnent que deux pour les offrir au président, qui les gracie.
Thanksgiving est célébré en famille autour de grands dîners et en joyeuses réunions.
La veille de Thanksgiving, les associations caritatives distribuent des repas aux personnes sans domicile fixe dans les grandes villes.
Menu-type :
- dinde farcie ;
- purée de pommes de terre ou purée de patates douces ;
- sauce ou gelée de canneberges (en anglais : cranberries, appelés aussi atocas au Canada français) ;
- farce (parfois aux marrons, huîtres, saucisses, pommes, etc.) ;
- haricots verts en daube ;
- tarte aux pommes ;
- tarte à la noix de pécan ;
- tarte aux patates douces ;
- tarte au potiron ;
- céleri-branche ;
- tarte à la citrouille et crème fouettée.